# Земя на тигри
„Земя на тигри“ (на английски: Tigerland) е американска военна драма от 2001 г. на режисьора Джоъл Шумахер с участието на Колин Фарел.